# Haftreibung

Darstellung der Kräfte beim Anschieben einer Kiste, die zunächst auf dem Boden haftet. Hat sich die Kiste einmal in Bewegung gesetzt, braucht es nur noch eine geringere Kraft, um die Bewegung beizubehalten.

Haftreibung oder Ruhereibung (auch Haftkraft oder Haftreibungskraft) ist eine Kraft, die das Gleiten sich berührender Körper verhindert. Der Zustand ausreichender Haftreibung heißt Haften und schließt gegebenenfalls Kriechen ein, also das allmähliche Verformen der zusammengefügten Teile. Haftung wird in diesem Zusammenhang etwa so benutzt wie Bindung in der Chemie. Haftreibung ist die Verbindung von Körpern durch Kraftschluss.
Dagegen wird z. B. beim Kleben ein Stoffschluss hergestellt, d. h. eine Verbindung mehrerer Körper zu einem Körper bestehend aus mehreren Stoffen.
Unter anderem in der Fahrzeugtechnik wird die Haftreibung auch als Losbrechwiderstand (bzw. Losbrechkraft) bezeichnet. Speziell in Bezug auf die Haftung von Fahrzeugreifen auf dem Untergrund wird der Begriff Haftgrenze verwendet.

## Kräfte bei Haftung
Voraussetzung für das Auftreten von Haftreibung ist, dass sich zwei Körper berühren und die Kontaktfläche durch eine äußere Kraft {\displaystyle {\vec {F}}} auf Scherung belastet wird. Es baut sich eine entgegengesetzte, betragsgleiche Kraft {\displaystyle {\vec {F}}_{\mathrm {H} }=-{\vec {F}}} auf, die eine Relativbewegung der beiden Oberflächen verhindert (siehe Abbildung, Bild 1).
Steigt die Scherkraft {\displaystyle {\vec {F}}}, so wächst zunächst auch die Kraft {\displaystyle {\vec {F}}_{\mathrm {H} }} (siehe Abbildung, Bild 2), jedoch nur bis zu einem Grenzwert {\displaystyle {\vec {F}}_{\mathrm {H} }^{\text{krit.}}}:

{\displaystyle \left|{\vec {F}}\right|=\left|{\vec {F}}_{\mathrm {H} }\right|\leq \left|{\vec {F}}_{\mathrm {H} }^{\text{krit.}}\right|}.
Überschreitet die Scherkraft diese Haftreibungsgrenze, so wird sie nicht mehr vollständig durch die Haftkraft kompensiert. Es bleibt eine resultierende Kraft, die zu einer Beschleunigung des Körpers führt (siehe Abbildung, Bild 3):

{\displaystyle \left|{\vec {F}}\right|=\left|{\vec {F}}_{\mathrm {H} }^{\text{krit.}}\right|+\left|{\vec {F}}_{\mathrm {res} }\right|>\left|{\vec {F}}_{\mathrm {H} }^{\text{krit.}}\right|}.
Ist der Körper in Bewegung, so wirkt keine Haftreibung mehr. Die Kraft, die der Gleitbewegung entgegenwirkt, heißt Gleitreibung {\displaystyle {\vec {F}}_{\mathrm {R} }} und ist im Allgemeinen geringer als {\displaystyle {\vec {F}}_{\mathrm {H} }^{\text{krit.}}} (siehe Abbildung, Bild 4). Für die unbeschleunigte, gleichförmige Gleitbewegung gilt:

{\displaystyle \left|{\vec {F}}\right|=\left|{\vec {F}}_{\mathrm {R} }\right|<\left|{\vec {F}}_{\mathrm {H} }^{\text{krit.}}\right|}.
Schneller Wechsel zwischen Haft- und Gleitreibung kann Schwingungen anregen (quietschende Tür oder Bremsen) und ist für Erdbeben verantwortlich; siehe Stick-Slip-Effekt.

## Berechnung

Gewichts- und Normalkraft einer Kiste auf ebener Fläche

Da die Haftreibung stark von Materialeigenschaften und Oberflächenbeschaffenheit abhängt, kann sie nur in grober Näherung durch einfache physikalische Gesetzmäßigkeiten beschrieben werden.
Danach ist die maximale Haftreibung {\displaystyle F_{\mathrm {H} }^{\text{krit.}}} proportional zur Normalkraft {\displaystyle F_{\mathrm {N} }}, aber unabhängig davon, wie groß die Kontaktfläche {\displaystyle A} ist. Die Normalkraft ist die Kraft, die – senkrecht zur Kontaktfläche – der Anpresskraft (in nebenstehender Abbildung beispielsweise die Gewichtskraft {\displaystyle F_{\mathrm {G} }}) entgegenwirkt. Somit gilt:
{\displaystyle \left|{\vec {F}}_{\mathrm {H} }^{\text{krit.}}\right|=\mu _{\mathrm {H} }\cdot \left|{\vec {F}}_{\mathrm {N} }\right|}
Die Proportionalitätskonstante {\displaystyle \mu _{\mathrm {H} }} wird Haftreibungskoeffizient oder Haftreibungszahl genannt, für tabellierte Werte und weitere Details siehe Reibungskoeffizient. Bei zunehmendem Anpressdruck steigt die übertragbare Scherspannung nur bis zur Fließgrenze an.

## Unterschied zu anderen Formen von Reibung
Unter Reibung wird üblicherweise ein dissipativer, also „energiezehrender“ Prozess verstanden, bei dem die (kinetische) Energie unter Zunahme der Entropie in Wärme umgewandelt wird.
Im Gegensatz zur Roll- und Gleitreibung ist dies bei der Haftreibung im Allgemeinen nicht der Fall, da eine Kraft, die nicht zur Bewegung des Körpers führt, keine Arbeit verrichtet. Aus diesem Grund wird die Bezeichnung der Haftreibung als Reibung und die Klassifikation als solche von manchen Physikdidaktikern kritisiert.

## Spezialfälle
Die Reibung von elastischen Materialien wie etwa Gummi (Autoreifen, Kletterschuh …) an anderen Oberflächen wird durch die Haftreibung nur unzureichend beschrieben. Insbesondere ist die Reibungskraft nicht mehr unabhängig von Auflagefläche bzw. Flächenpressung und Temperatur. Bei höherer Flächenpressung sowie auch bei Temperaturerhöhung vergrößert sich die Bindung zwischen elastischer Oberfläche und Untergrund durch Adhäsion oder durch Anpassung an vorhandene Unebenheiten (Formschluss), wodurch sich die Haftreibung (überproportional) vergrößert. (Auch die Gleitreibung verhält sich bei elastischen Materialien untypisch. So ist sie insbesondere von der Gleitgeschwindigkeit abhängig.)